# James Knox
James Knox, (n. 4 de novembro de 1995, Kendal Reino Unido) é um ciclista britânico, membro da equipa Deceuninck-Quick Step.

## Palmarés
- Ainda não tem conseguido nenhuma vitória como profissional

## Resultados nas Grandes Voltas e Campeonatos do Mundo
| Carreira           | 2016 | 2017 | 2018 |
| ------------------ | ---- | ---- | ---- |
| Giro d'Italia      | -    | -    | -    |
| Tour de France     | -    | -    | -    |
| Volta a Espanha    | -    | -    | -    |
| Mundial em Estrada | -    | -    | Ab.  |

-: não participa 

Ab.: abandono 